# FORV Sagar Sampada
L' FORV Sagar Sampada est un navire océanographique indien sur les pêches équipé pour mener des recherches multidisciplinaires en océanographie, biologie marine et sciences halieutiques. C'est une plate-forme pour des expéditions interdisciplinaires dans et autour de la zone économique exclusive indienne, avec la participation de diverses institutions indiennes et étrangères.
Le navire est actuellement géré et exploité par le Centre pour les ressources marines vivantes et l'écologie (CMLRE-Centre for Marine Living Resources & Ecology (en)) de Kochi, un institut de recherche relevant du ministère des Sciences de la Terre du gouvernement de l'Inde, et est exploité à partir de Kochi.

## Histoire
Construit au Danemark, le navire a été mis en service à Bombay en 1984. En juin 2014, le FORV Sagar Sampada avait déjà effectué 326 expéditions océanographiques, dont une expédition dans l’océan Austral durant l’hiver 1995-1996 pour la prospection des ressources halieutiques dans les eaux antarctiques (Krill Expedition, FIKEX 1995).
Le navire est renforcé pour la glace. Parmi les installations scientifiques à bord, on compte: 
- Profiler SeaBird CTD (Profondeur de conductivité-température-profondeur),
- Profiler de courant Doppler acoustique (75 kHz),
- Autoanalyseur Skalar pour l’analyse des éléments nutritifs,
- AutoSal pour les mesures de salinité,
- Filet à plancton multiple (MPN), Grab, Dredge, Bongo Net pour œuf de poisson Collections de larves et de zooplancton de surface,
- VELNet pour la collecte des œufs et des larves de poissons dans les 10 m supérieurs, * * Échosondeurs à fréquences multiples,
- Sonar à balayage latéral,
- Stations de météo automatisées,
- Installations pour les opérations de pêche jusqu’à une profondeur de 1.200 mètres, *installations pour la collecte d’échantillons par carottage, etc.

### Note et référence
- (en) Cet article est partiellement ou en totalité issu de l’article de Wikipédia en anglais intitulé « FORV Sagar Sampada » (voir la liste des auteurs).